# Цереквиця (Познанський повіт)
Цереквиця (пол. Cerekwica, нім. Cerekwice) — село в Польщі, у гміні Рокетниця Познанського повіту Великопольського воєводства.
Населення — 452 особи (2011).
У 1975-1998 роках село належало до Познанського воєводства.

## Демографія
Демографічна структура станом на 31 березня 2011 року:
|          | Загалом | Допрацездатний вік | Працездатний вік | Постпрацездатний вік |
| -------- | ------- | ------------------ | ---------------- | -------------------- |
| Чоловіки | 229     | 66                 | 150              | 13                   |
| Жінки    | 223     | 42                 | 141              | 40                   |
| Разом    | 452     | 108                | 291              | 53                   |